# 전주신흥중학교
전주신흥중학교(全州新興中學校)는 대한민국 전북특별자치도 전주시 완산구 중화산동1가에 있는 사립 중학교이다.

## 학교 연혁
- 1900년 9월 9일 : 이눌서(W.D.Raynolds) 선교사의 사택 사랑방에서 김창국 소년 1명으로 신학문당을 열어 호남 최초의 근대교육을 시작
- 1909년 6월 : 보통과 제1회 졸업생 5명을 배출하고 고등과 학생을 모집하기 시작하였으며 학생수가 150명이 됨, 2층 양옥 80평을 신축
- 1909년 9월 : 대한제국으로부터 사립신흥학교로 인가 받음
- 1928년 6월 : RICHARDSON HALL(옛 본관) 준공
- 1936년 3월 : EGBERK SMITH AUDITORIUM(대강당) 준공
- 1937년 9월 22일 : 일제 신사참배 거부와 함께 자진 폐교
- 1946년 11월 26일 : 일제 패망으로 복교하며, 3년제 신흥초급중학교로 인가
- 1950년 4월 20일 : 신흥중학교 3년제, 신흥고등학교 3년제로 분리 개편
- 1962년 10월 7일 : 학교법인 호남기독학원이 설립(전주신흥중·고, 전주기전중·여고, 광주수피아여중·여고, 목포정명여중·여고, 순천매산중·고·여고 등 11교)
- 1964년 9월 : 중학교 본관건물 준공
- 2004년 3월 1일 : 여학생을 배정받아 남녀공학이 됨
- 2005년 1월 4일 : 구 인톤관 자리에 새 인톤관(체육관, 급식소) 준공
- 2023년 2월 2일 : 개교 123년, 제123회 175명 졸업(총 졸업생 수 25,642명)
- 2023년 3월 2일 : 제18대 이현노 교장 취임

## 참고 자료
- 전주신흥중학교 - 한국교육학술정보원 학교알리미